# Tsirananaclia tripunctata
Tsirananaclia tripunctata là một loài bướm đêm thuộc phân họ Arctiinae, họ Erebidae.